# Wang Chao (director)
En una onomàstica xinesa Wang es el cognom i Chao el prenom.
Wang Chao (xinès simplificat: 王超) (Nanjing 1964 - ) escriptor, guionista, productor i director de cinema xinès. Pertany a l'anomenada "sisena generació" de directors de cinema xinesos.

## Biografia
Wang Chao va néixer el 21 de gener de 1964 a Nanjing, província de Jiangsu a la Xina. Va acabar el batxillerat, però no va poder fer estudis universitaris i durant uns anys va treballar en diverses fàbriques, que va compaginar amb classes nocturnes de periodisme. El 1991 va poder ingressar a l'Acadèmia de Cinema de Pequín i, alhora, va escriure ressenyes cinematogràfiques de pel·lícules estrangeres en diverses revistes especialitzades com "Contemporary Film" i "China Film Weekly" Després de graduar-se, abans de començar a col·laborar amb el director Chen Kaige, va treballar durant un temps en publicitat.

#### Carrera literària
L'any 1997, va publicar el seu primer conte 南方 i el 2000 es va publicar la novel·la 安阳的孤儿 (The Orphan of Anyang) que va ser seleccionada a la Col·lecció Selecta de Novel·les Anuals de Literatura Popular. Posteriorment ell mateix l'adaptaria al cinema i que fou l'inici de la seva carrera cinematogràfica. Les seves obres escrites han tingut un ressò important a França amb diverses traduccions, acollida que també han rebut els seus films.
L'any 2010 es va publicar el llibre autobiogràfic "Back to Freedom", que descrivia principalment el seu procés creatiu amb el detall de com escriu les seves novel·les, els guions de les pel·lícules i els processos dels rodatges.

#### Carrera cinematogràfica i premis
Va començar la seva trajectoria en el cinema com ajudant de direcció de Chen Kaige, durant 3 anys, participant en pel·lícules com "Adéu a la meva concubina" i "L'emperador i l'assassí".
L'any 2001 va dirigir la seva ja citada primera pel·lícula, 安阳的孤儿 (Anyangde guer) que va guanyar el Premi Faisà d'Or a la millor pel·lícula del Festival Internacional de Cinema de Kerala de l'any 2002 i va ser preseleccionada per a la secció "Quinzena de directors" del 54è Festival Internacional de Cinema de Canes.
La seva segona pel·lícula 日日夜夜 (Day and Night) va guanyar el premi Globus d'Or, o premi al millor director, al 25è Festival dels Tres Continents de Nantes, França. Hi ha versió doblada al castellà.
La seva darrera pel·lícula del 2022, 孔秀 (A Women) es va presentar al 70è Festival Internacional de Cinema de Sant Sebastià, i va participar en la secció oficial del Asian Film Festival Barcelona del 2022. Està ambientada en plena Revolució Cultural xinesa, la protagonista de la qual és l'esforçada treballadora d'un taller, que en les estones lliures es dedica a escriure. Des de finals dels 60 fins a principis dels 80 del segle xx, Kong Xiu, una treballadora comuna i corrent, va aconseguir trencar amb gran valentia les cadenes de dos matrimonis desgraciats i, en el temps lliure que li permetien les pesades jornades laborals en un taller, va madurar fins a fer-se escriptora. Basada en la novel·la autobiogràfica "Dream", de l'escriptora Zhang Xiuzhen.
Amb els cineastes Lou Ye i Li Yu va fundar la productora "Laurel" que va rodar la primera pel·lícula produïda a la República Popular de la Xina, que tractava les protestes de la plaça de Tian'anemn de 1989, "Summer Palace " (2006).
L'onzena edició de L'Asian Film Festival de Barcelona celebrat entre el 25 d'octubre i el 5 de novembre de 2023 va dedicar una retrospectiva a Wang amb la projecció de les set pel·lícules més rellevants de la seva trajectòria cinematogràfica.

## Obra literària destacada
| Any  | Títol xinès | Traducció a l'anglès o francès |
| ---- | ----------- | ------------------------------ |
| 1997 | 南方        | Homme du sud, femme du nord    |
| 1998 | 去了西藏    | Tibet sans retour              |
| 1999 | 天堂有爱    | Au paradis, l’amour            |
| 2000 | 安阳的孤儿  | The Orphan of Anyang           |

## Filmografia
| Any  | Títol anglès         | Títol xinès |
| 2001 | The Orphan of Anyang | 安阳的孤儿  |
| 2004 | Day and Night        | 日日夜夜    |
| 2006 | Luxury Car           | 江城夏日    |
| 2009 | Memory of Love       | 重来        |
| 2011 | Heaven               | 天国        |
| 2014 | Fantasia             | 幻想曲      |
| 2018 | Looking for Rohmer   | 寻找罗麦    |
| 2022 | A Woman              | 孔秀        |